# 雷吉娜·韦伯
雷吉娜·韦伯（德語：Regina Weber，1963年4月12日—），德国女子艺术体操运动员。她曾代表西德参加1984年夏季奥林匹克运动会体操比赛，获得个人全能铜牌。她于1987年宣布退役。
她是德國職業足球員的母親。